# 張中通
張中通（越南语：／；1872年—？年），原名張中銀，越南阮朝官員。

## 生平
張中通是河靜省石河府丹制社（今屬河靜省石河縣石山社）人，嗣德二十五年（1872年）出生。成泰九年（1897年），參加乂安場鄉試，考中舉人。維新四年（1910年），會試中格，庭試考中副榜。後任工部承辦。

## 子女
子張叔班，娶尚書高春肖之女高氏惠。